# Bezaubernde Lügen
Bezaubernde Lügen (Originaltitel: De vrais mensonges) ist eine französische Liebeskomödie aus dem Jahr 2010.

## Handlung
Émilie (Audrey Tautou), Mitbesitzerin eines Friseursalons, erhält einen anonymen Liebesbrief von ihrem Arbeiter Jean (Sami Bouajila), der als Handwerker in ihrem Friseursalon arbeitet und zu schüchtern ist, um sich ihr zu offenbaren, gleichzeitig – was Émilie nicht weiß – hochgebildet ist, aber nach einer Depression den Job als Handwerker in Émilies Salon annahm. Die gefühlvollen Zeilen lassen Émilie kalt, so dass sie kurzerhand im Papierkorb landen. Doch dann kommt ihr eine Idee: sie schickt ihn anonym an ihre Mutter Maddy (Nathalie Baye) weiter, die seit dem Scheitern ihrer Ehe depressiv ist. Tatsächlich lebt Maddy wieder auf, als sie die angeblich an sie gerichteten Worte liest. Jeans hohe Bildung als Übersetzer für mehrere asiatische und europäische Sprachen wird für Émilie offenbar, als sie mitbekommt, wie er sich fließend auf Chinesisch und Koreanisch mit Fremden unterhält. Émilie ist es fortan peinlich dem in puncto Bildung himmelweit über ihr stehenden Jean mit Handlangerdiensten zu beauftragen und sie versucht nur noch über ihre Kollegin mit ihm zu kommunizieren, während sie nach einem Grund sucht ihm zu kündigen.
Maddy wartet derweil sehnsüchtig auf neue Post von ihrem Verehrer und so schreibt Émilie weitere anonyme Briefe an ihre Mutter, aber die ist enttäuscht über deren Mangel an Stil und Emotionen. Um Jean aus dem Weg zu gehen, schickt Émilie ihn los, um Besorgungen zu machen, unter anderem um die Post zu verschicken. Als ihm die Briefmarken ausgehen, bringt er einen der falschen Liebesbriefe (in Unkenntnis des Inhalts) persönlich zur Adresse. Dort beobachtet ihn Maddy beim Einwurf in den Briefkasten und folgt ihm zurück in den Salon. Sie glaubt nun, er sei ihr heimlicher Verehrer und flirtet mit ihm.
Schließlich geht Émilie auf Jean zu (nicht ahnend, dass er der Autor der anonymen Liebesbotschaft war) erzählt ihm von ihren Briefen und bittet ihn eine Weile Maddy gegenüber so zu tun als ob er sie liebe. Jean lehnt zunächst ab, entschließt sich dann aber aus Menschenliebe doch Maddy etwas aufzubauen, indem er ihr gegenüber als Verehrer auftritt. Nach und nach wird Émilie klar, dass der Brief von Jean war und sie beginnt langsam Gefühle für ihn zu entwickeln, während er ihr gegenüber zunehmend sarkastischer wird.
Nachdem die Mutter ein Gespräch belauscht hat, in dem Émilie sich bei Jean dafür entschuldigt, dass sie ihn genötigt habe ihre Mutter zu hofieren und verspricht ihrer Mutter reinen Wein einzuschenken, treibt sie das Spiel auf die Spitze und tut Jean gegenüber so als ob die Tochter nichts gesagt hätte und bittet ihn zum nächtlichen Tête-à-Tête. Dort bedrängt sie ihn und überreicht ihm einen Umschlag mit Geld, wobei sie lügt, dass Émilie den für ihn hinterlegt habe.
Jean zieht anderntags nach Paris.
Wochen später (in denen Émilie offensichtlich den Kontakt zur Mutter abgebrochen hatte), erhält Maddy eine Einladung ihres Ex-Mannes zu seiner Vernissage. Sie weiß, dass auch Émilie dort sein wird und schreibt Jean einen Liebesbrief der diesem suggerieren soll, Émilie habe ihn geschrieben und lade ihn darin zu der Vernissage ein. Aus dem Verborgenen beobachtet sie das Zusammentreffen der beiden und wie sie sich endlich küssen.

## Kritik
„Eine jener Tragikomödie, die man schnell unter der Kategorie ‚ganz nett‘ und ‚tut nicht weh‘ abhakt. Das Ganze ist solide inszeniert und gespielt, hat durchaus tiefer gehende Ansätze, birgt aber auch wenig überraschendes Potential.“

„Romantische Komödie, die von ihren sympathischen Darstellern lebt, dabei aber deutlich an einigen unglaubwürdigen Volten der Handlung sowie an wenig facettenreichen Figuren krankt.“

„Mit ihren riesigen braunen Kulleraugen und dem charmanten wie selbstgerechten Eigensinn wurschtelt sich Émilie durch die Geschichte. Doch genau auf diese Attribute von Tautou sowie die Schauspielqualitäten der beiden anderen Hauptdarsteller verlässt sich Regisseur Pierre Salvadori allzu sehr. Die Komik ist bemüht, die Geschichte absehbar. Und so fehlen den ‚Bezaubernden Lügen‘ die Leichtigkeit und Raffinesse, die so viele französische Komödien ausmachen.“